# Мандалай
Мандала́й (бирм. မန္တလေး, manta.le: [máɴdəlé] — Мандале) — второй по величине город в Мьянме с населением более 1 млн человек (2010), в прошлом столица Бирманской империи, а в последующем центр административной области Мандалай. Город расположен на берегу реки Иравади, 716 км к северу от Янгона.

## История

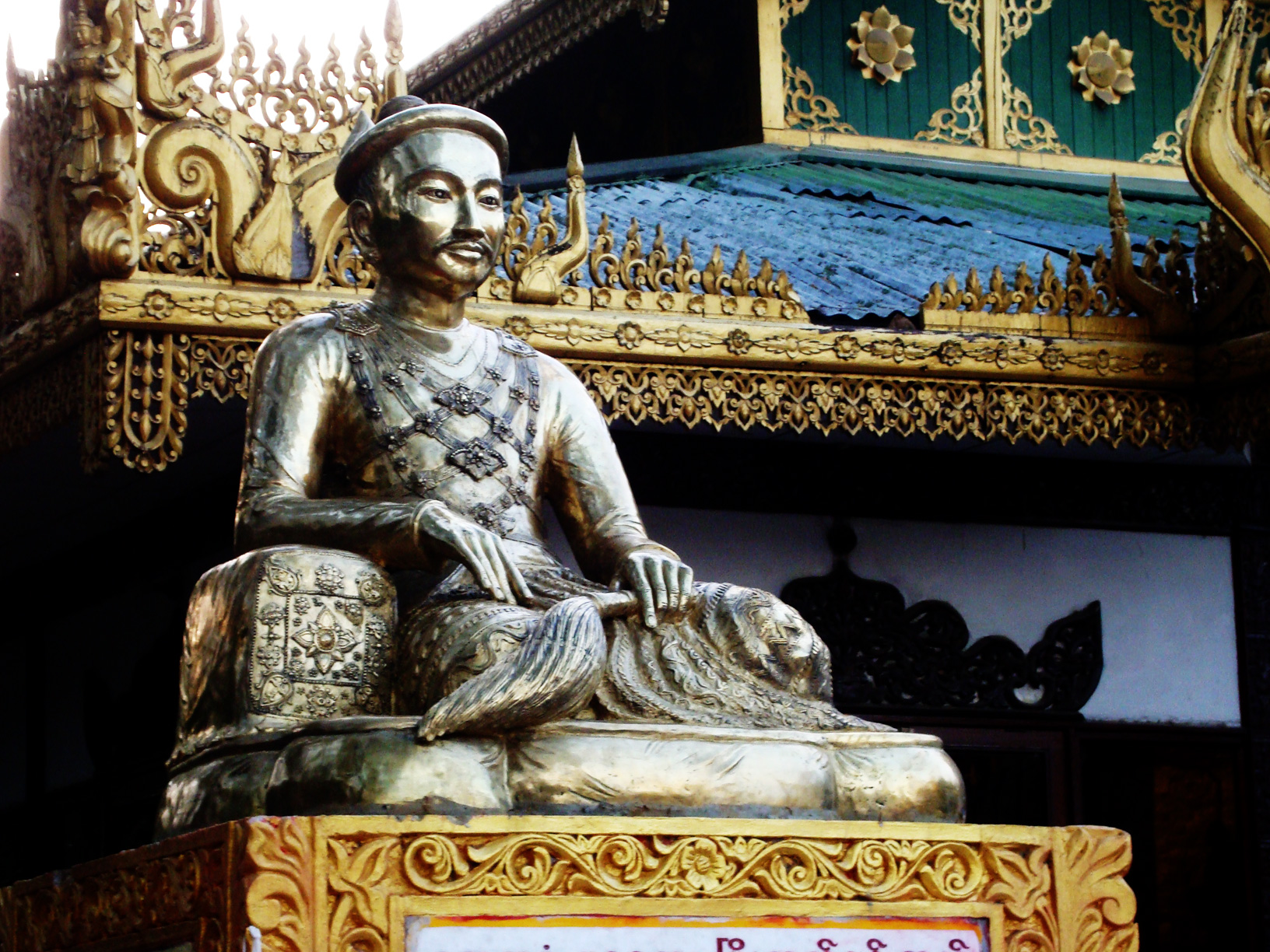
Король Миндон, основатель королевской столицы Мандалай

Город был основан в 1857 королём Миндоном, и с 1860 по 1885 гг. являлся столицей последнего независимого бирманского королевства, пока в 1885 г. не был занят британскими войсками. См. подробнее История Бирмы.
Мандалай изначально строился как столичный город у подножья Мандалайского холма (высотой 236 м), в соответствии с пророчеством Будды о том, что на этом месте должен вырасти великий город, центр буддизма. Само основание города было приурочено к 2400-летию со дня рождения Будды Гаутамы.
До основания Мандалая столицей Бирманской империи являлся город Амарапура. 13 января 1857 года король Миндон отдал приказ об основании новой столицы. Церемония восшествия на трон состоялась в июле 1858 года, а постройки старой столицы Амарапуры были разобраны и перенесены на слонах к подножью Мандалайского холма. В городе был построен дворцовый комплекс, глубокий ров вокруг городских стен, ступа Маха Лока Майазейн, Зал Церемоний Патхан-хо Шве Тхейн, монастырь Атумаши, общественный комплекс Тудама Заят и библиотека буддийских рукописей.
Новую столицу первоначально назвали Яданабон (от палийского Ратанапура — «город, украшенный драгоценными камнями»), но потом переименовали в Мандалай (от палийского Мандала — «ровная земля», или Мандаре — «благоприятная земля»).
Король Миндон, будучи мудрым правителем и искусным дипломатом, по мере сил стремился противостоять усилению британского влияния в регионе. Однако его сын и наследник, последний король Тибо, оказался менее успешным государственным деятелем, фактически уступив бразды правления родственникам своей второй жены Супаялат. По их настоянию, взойдя на трон, во избежание династийной борьбы и интриг он приказал казнить 80 своих ближайших родственников, принцев и принцесс, поместив их в бархатные мешки и задушив или затоптав слонами.
В соответствии с традиционными анимистическими представлениями бирманцев, при основании Мандалая под воротами и угловыми башнями стены дворцового комплекса, а также непосредственно под троном были замурованы 52 человека в качестве жертв духам-натам (как правило, в качестве «строительных жертв» использовались преступники, приговорённые к смертной казни). В основании угловых башен были помещены также четыре кувшина с маслом, которые раз в 7 лет должны были проверяться астрологами. На третью проверку, в 1880 году, выяснилось, что масло в двух кувшинах высохло. Кроме того, появилось немало других недобрых предзнаменований. Астрологи порекомендовали королю Тибо перенести столицу. Король категорически отказался.
Пытаясь избежать окончательной колонизации своей страны Великобританией (к тому времени уже успевшей развязать две англо-бирманские войны, в ходе которых она аннексировала всю Нижнюю Бирму), король Тибо подписал договор с Францией о строительстве железной дороги из Лаоса в Мандалай и организации совместного военного флота на Иравади. Однако все дипломатические усилия Тибо, включая отправку нескольких посольств в Европу и запоздалую попытку сыграть на политических противоречиях между Лондоном и Парижем (сохранив, подобно близлежащему Сиаму (ныне Таиланд), хотя бы формальный суверенитет), оказались безуспешными. Англичане, воспользовавшись внутренней нестабильностью в стране, легко заняли Мандалай в ходе третьей англо-бирманской войны (1885) и присоединили Бирму к Британской Индии. Однако британские колониальные власти столкнулись с ожесточенным сопротивлением местного населения, порой вооружённого лишь луками и стрелами, и сумели окончательно подавить народные выступления лишь через несколько десятилетий после начала оккупации.
Таким образом, блестящая королевская столица Мандалай была захвачена иностранными интервентами всего через 29 лет после её основания, а королевский дворец стал штаб-квартирой британского военного корпуса в Верхней Бирме. Резиденция генерал-губернатора Бирмы была перенесена в Рангун. Король Тибо и королева Супаялат были отправлены в ссылку вглубь Индии, где и прожили до конца жизни.
Во время Второй мировой войны японцы, пытаясь отрезать снабжение союзниками гоминьдановского Китая, оккупировали Индокитай. В январе 1939 ценой огромных усилий было построено высокогорное шоссе Стилуэла — из Рангуна в Чунцин — через Мандалай, Лашо, Баошань и Куньмин, по которому в Китай были доставлены десятки тысяч тонн боеприпасов. Японцы, пользуясь поддержкой бирманских националистов, вторглись в Бирму и заняли Мандалай 2 мая 1942 г. Во время перестрелки городская стена и дворец были сильно повреждены, и японцы превратили его в склад до 1945 года, когда к власти в Мандалае вернулись англичане.
В 1948 образовался независимый Бирманский Союз, и Мандалай стал столицей Мандалайского административного округа.
28 марта 2025 года произошло землетрясение магнитудой 7,7 баллов с эпицентром к северо-западу от города, в результате которого городу был причинён значительный ущерб, разрушены многие здания. В Мьянме в результате землетрясения погибло более 5300 человек, в том числе примерно 3300 человек погибли в Мандалае и близлежащих населённых пунктах.

## Образование
- Мандалайский технологический университет

## Достопримечательности
Мандалай — огромный хаотический город, расположившийся вокруг дворцового комплекса. Стена дворцового комплекса построена в 1857 году королём Миндоном и представляет собой правильный квадрат со стороной чуть меньше двух километров. Стена окружена широким каналом с водой, через который имеются 4 моста с каждой стороны. Дворец сильно пострадал во время бомбардировок англичанами и японцами. Мандалай — очень разбросан, и большой интерес представляют собой древние столицы Ава и Амарапура в окрестности Мандалая, а также много маленьких городков и монастырей.
Над Мандалаем возвышается огромная гора, на которой расположен храмовый комплекс. Огромный Будда указывает вниз на Мандалай, где он предвидел строительство нового города. От храмового комплекса спускаются вниз крытые лестничные галереи с тысячами ступеней. В лесах вокруг находятся монастыри.
У северо-восточного угла дворцового комплекса находится храмовый комплекс Кутодо Пайя (Пагода великой заслуги), состоящий из 729 каменных павильонов, в каждом из которых находится по одной стеле с текстом буддийского канона. Из 729 стел-страниц складывается полный текст Трипитаки на языке пали. Для непрерывного чтения такой огромной книги потребуется 450 дней. В 1900 году текст с камней был напечатан на бумаге, получилось 38 томов по 400 страниц.
Рядом с Кутодо Пайя стоит комплекс Садамани Пайя также с каменными страницами, но комментариев и переводов Трипитаки на бирманском языке. Вокруг расположено несколько значительных буддийских монастырей.
К юго-западу от города находится самый знаменитый храм Махамуни с Буддой, транспортированным в 1784 году из покорённого Араканского царства вместе с бронзовыми фигурами львов и слонов. Считается что сам Будда Сакьямуни присутствовал при строительстве этой статуи и освящал её своей аурой. Скептики считают, что статуя построена через 100—200 лет после Будды. Посетители покрывают Будду золотыми листьями, и сейчас слой золотых листьев — около 15 см. Лицо Будды специально защищено стеклом.
В Мандалае имеется большой китайский квартал с ночным базаром, а также крупнейший в мире рынок нефрита.
Окрестности Мандалая очень впечатляющие. Длинный деревянный мост соединяет Мандалай с прежней столицей Амарапурой.
Король Бодопайя в 1790 году начал в Мингуне строить самую большую в мире ступу. За 30 лет ему удалось возвести только основание ступы. Если бы он её достроил, она должна была быть высотой 150 метров. После смерти короля его наследники не решились продолжить строительство, а вскоре землетрясение разворотило гигантское сооружение, которое напоминает недостроенную Вавилонскую башню. Перед ступой — два огромных льва, которых также повредило землетрясение. Рядом — гигантский колокол, предназначавшийся для ступы.

## Галерея

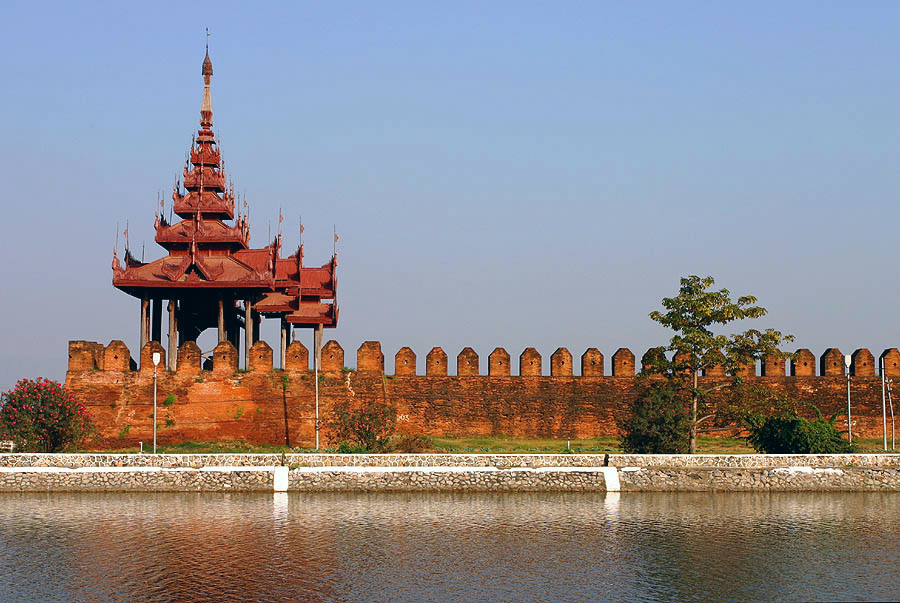
Стена мандалайской крепости («кремля»)
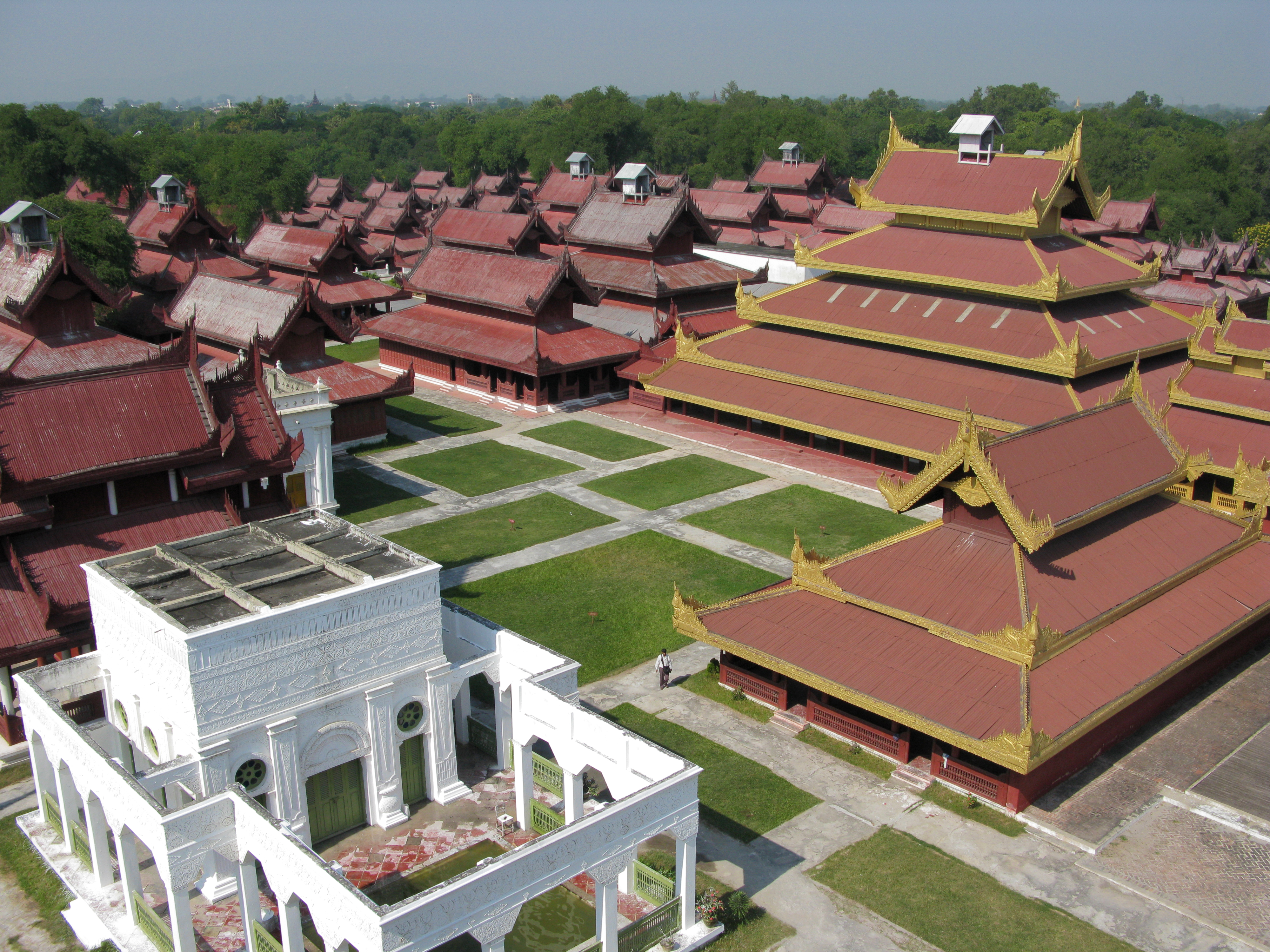
Мандалайский дворец (реплика)
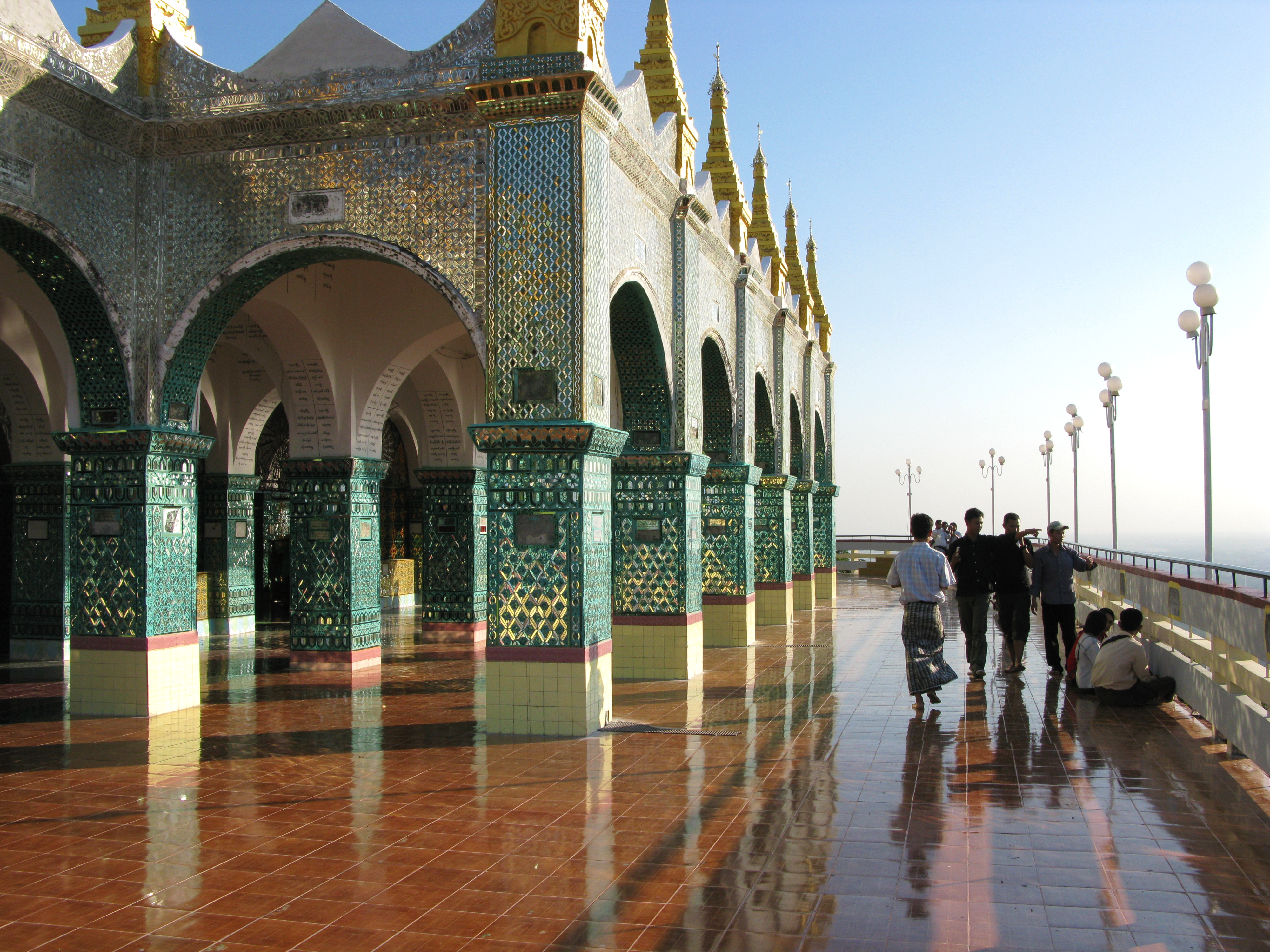
Мандалайский холм
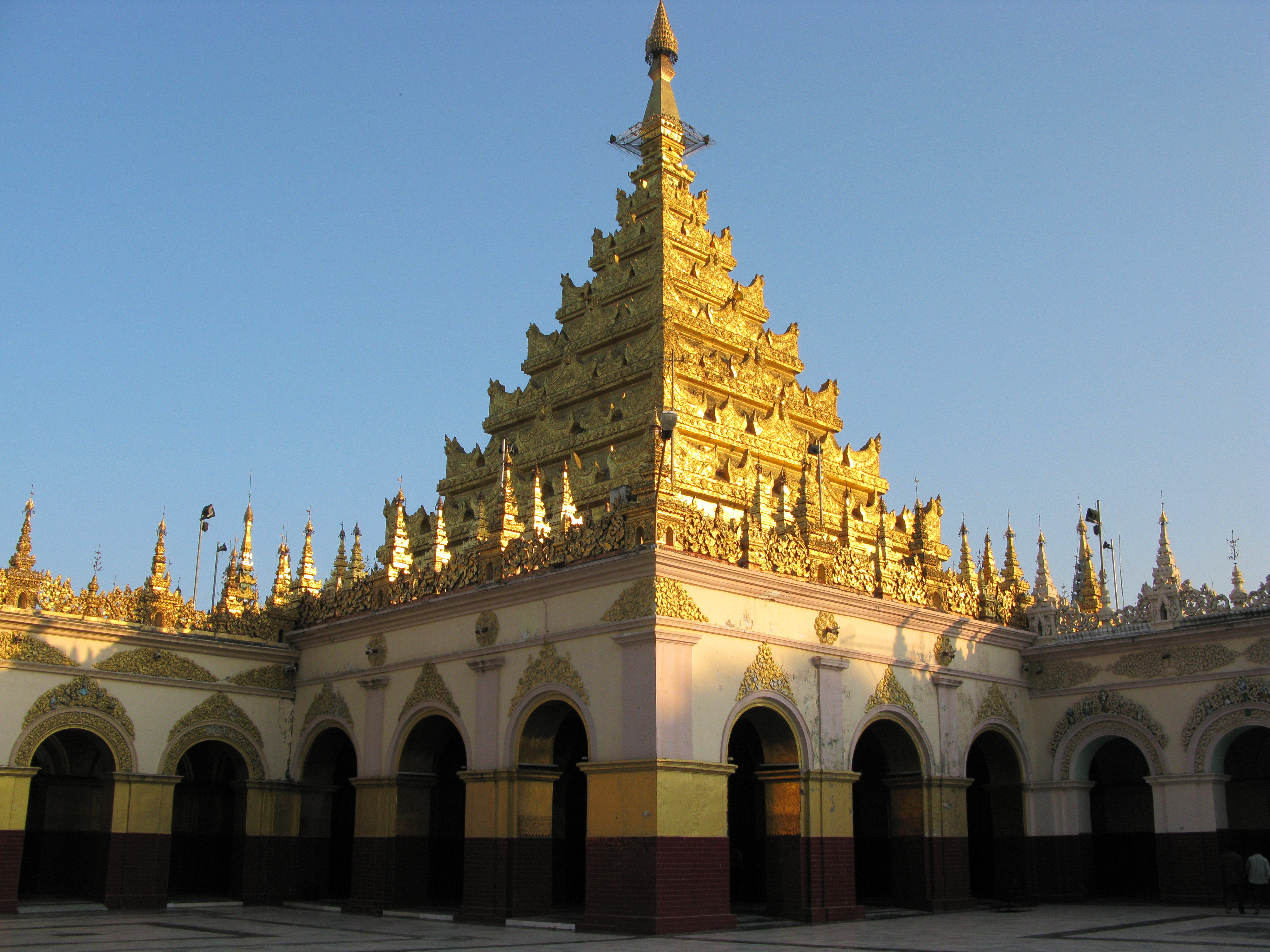
Пагода
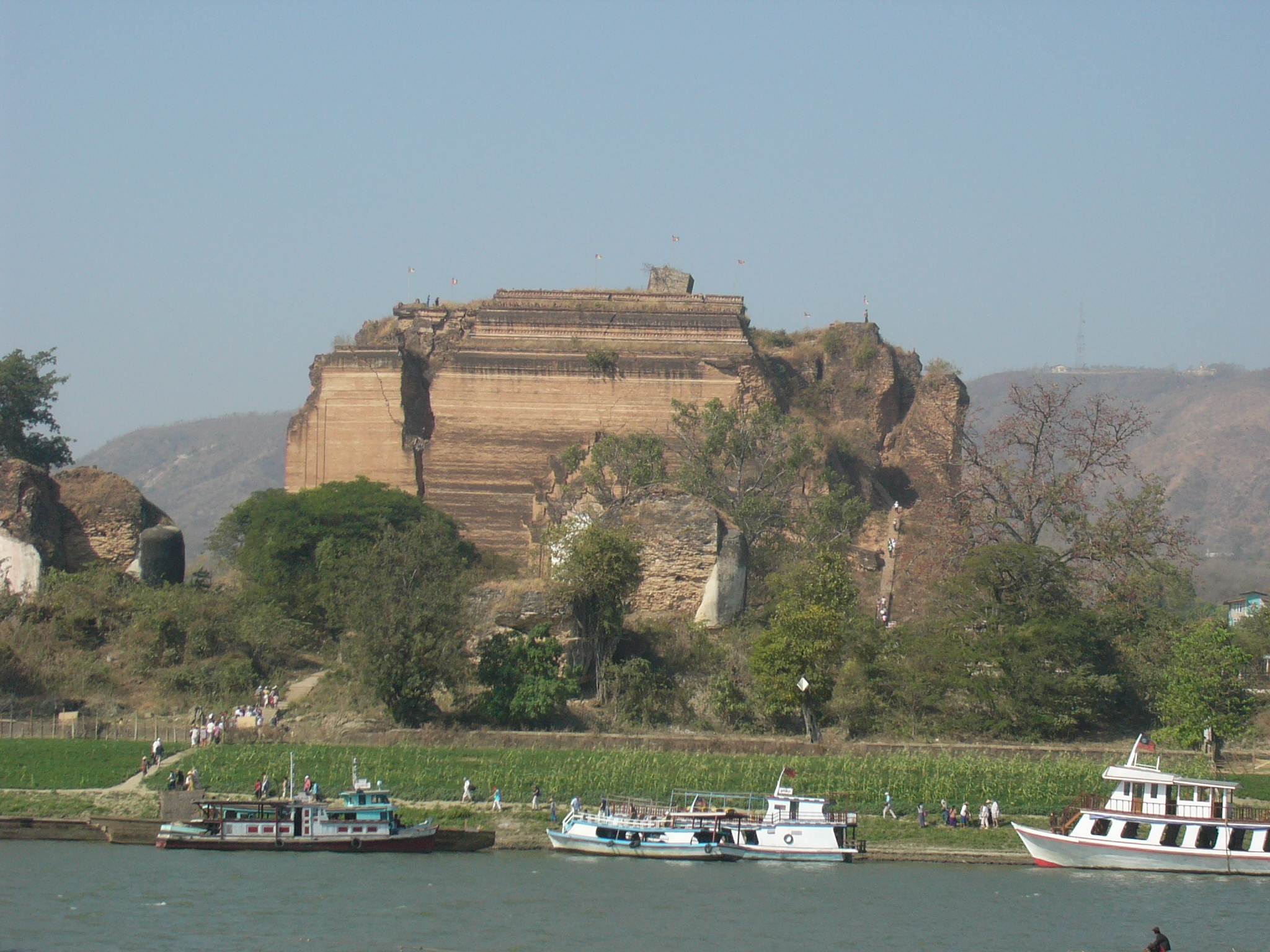
Неоконченная ступа в Мингуне
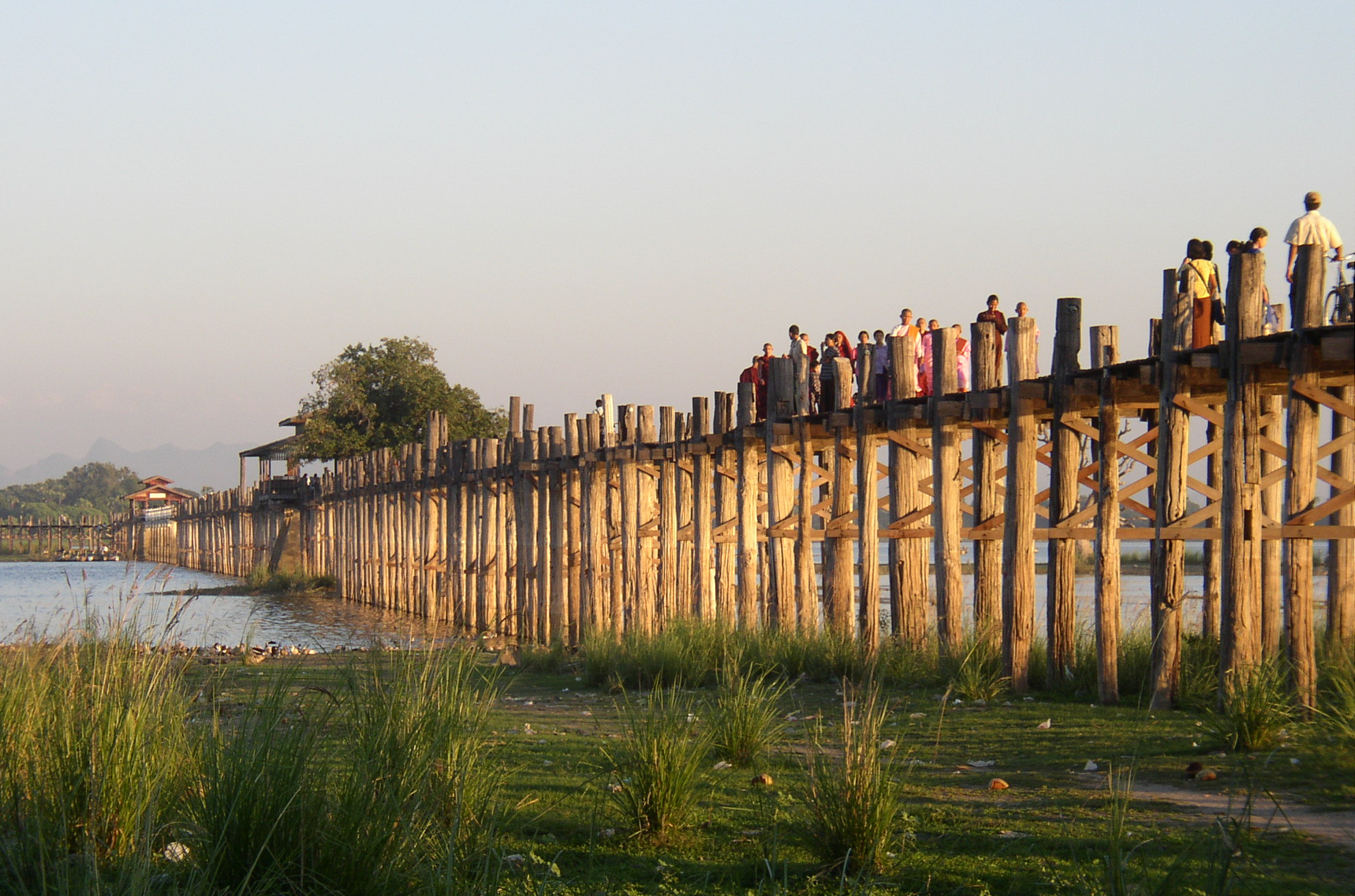
Деревянный мост У-Байн через озеро между Мандалаем и Анарапурой
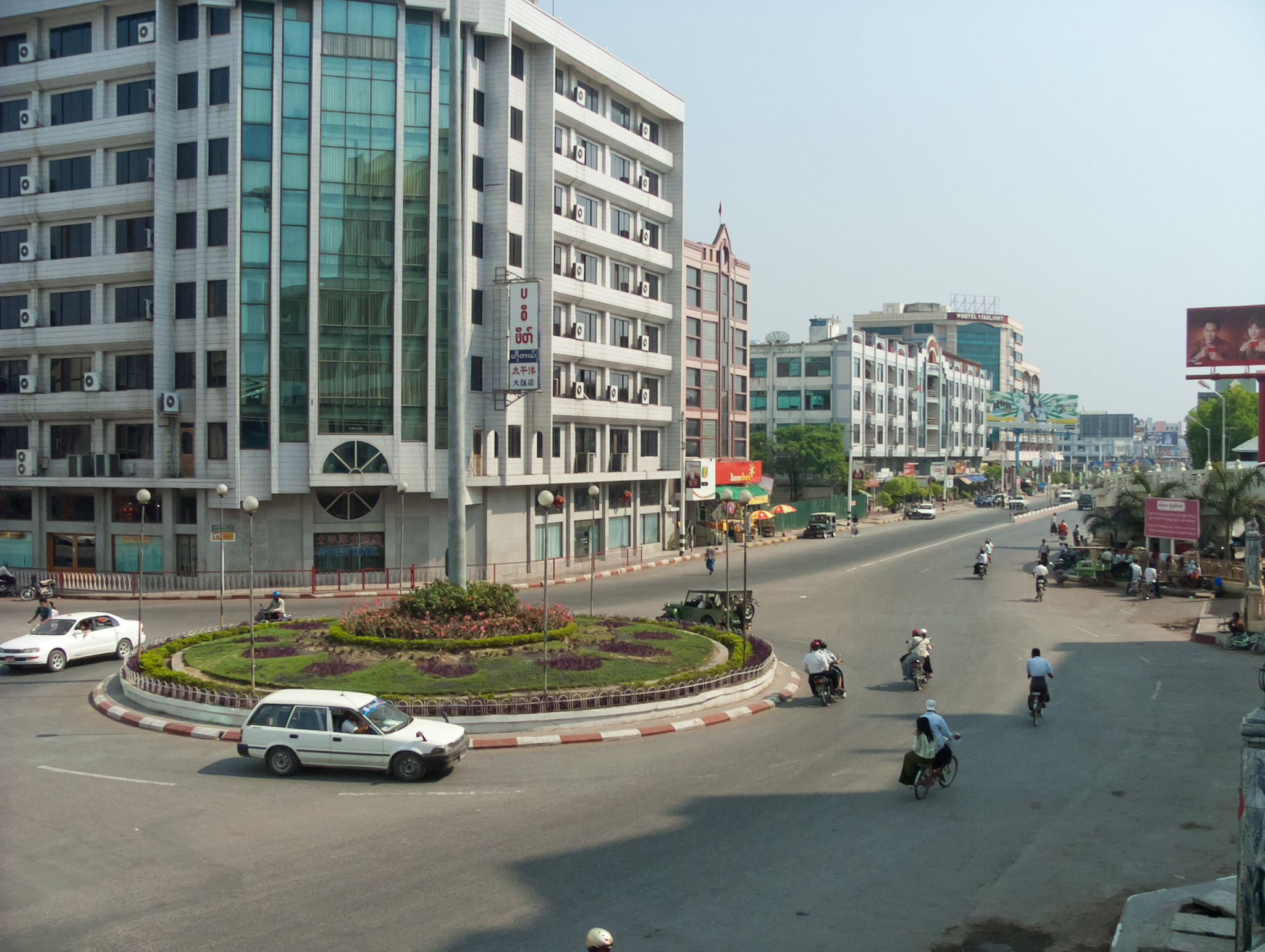
Современный центр города